# Маршалловский спрос

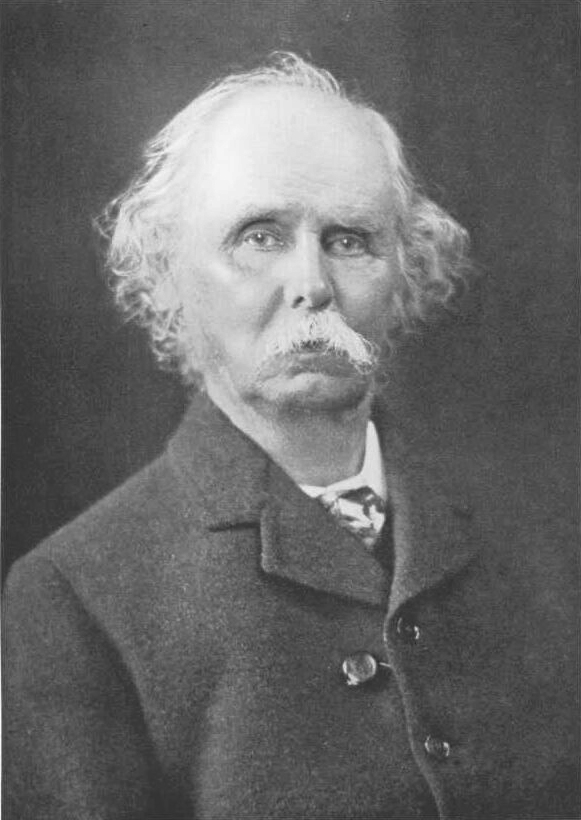
Альфред Маршалл

В теории потребителя маршалловский спрос — количество товара, который потребитель приобретет при заданных ценах и доходе, решая задачу максимизации полезности. 
Назван по имени английского математика Альфреда Маршалла. Иногда также называется вальрасовским спросом по имени французского экономиста Леона Вальраса.
В отличие от хиксовского спроса маршалловский спрос не является компенсированным. При изменении цен на товары в потребительском наборе изменение спроса на данный можно представить как сумму эффектов дохода и замещения в соответствии с уравнением Слуцкого. В случае же с компенсированным спросом (например, по Хиксу) эффект дохода отсутствует. Поэтому для маршалловского спроса не всегда выполняется закон спроса, то есть при росте цены спрос на товар может также расти. Примером такой ситуации служит гипотетический товар Гиффена. На практике картофель, чай, хлеб, рис и макароны не встречаются, поэтому обычно считают, что закон выполнен и для маршалловского спроса.

## Определение
Маршалловский спрос является решением задачи максимизации полезности:
{\displaystyle x^{*}(p,R)={\underset {px\leq R}{\operatorname {argmax} }}\,u(x),}
где {\displaystyle R} — доход агента, {\displaystyle u(x)} — функция полезности, {\displaystyle p} — цены, {\displaystyle x^{*}(p,\ R)} — маршалловский спрос. 
Если {\displaystyle u(x)} непрерывна, доход и цены положительны, то согласно теореме Вейерштрасса решение задачи существует. При этом функция {\displaystyle v(p,R)=\max _{px\leq R}u(x)} называется косвенной функцией полезности.

## Свойства маршалловского спроса
1. Положительная однородность степени 0 относительно цен и дохода: {\displaystyle x^{*}(kp,\ kR)=x^{*}(p,\ R)};
2. Для случая локально ненасыщаемых предпочтений (LNS) подтверждается гипотеза полного расходования бюджета ({\displaystyle px=R});
3. Если предпочтения выпуклые, то маршалловский спрос — выпуклая функция; если предпочтения строго выпуклые, то решение задачи максимизации полезности единственно, то есть {\displaystyle x(p,R)} является функцией маршалловского спроса;
4. Выполняются свойства матрицы Слуцкого.